# Межиріченський гірничо-збагачувальний комбінат
Межиріченський гірничо-збагачувальний комбінат — українське підприємство з видобутку та виробництва ільменітового концентрату. ГЗК розташований поблизу смт Іршанськ Коростенського району Житомирської області України. Підприємство є частиною титанового бізнесу Group DF українського підприємця Дмитра Фірташа.
Завдяки значним інвестиціям, Межиріченський ГЗК залишається одним з найбільших працюючих підприємств титанового сектору України.  

## Історія
Межиріченський ГЗК (офіційна назва юридичної особи — ТОВ «Межиріченський гірничо-збагачувальний комбінат») було засновано у 2001 році. 
Будівництво комбінату проєктною потужністю 180 тис. тонн ільменітового концентрату на рік було розпочато у 2006 році. 
Основними виробничими підрозділами підприємства є: 
- Гірничо-збагачувальний комплекс «Ісаківський» (введено в експлуатацію у 2010 році).[3]
- Гірничо-збагачувальний комплекс «Південний» (2013 рік).
- Доводочна фабрика «Південна» (2018 рік).

Технологічна схема збагачення передбачає отримання чорнового ільменітового концентрату на фабриках первинного збагачення «Ісаківська» (вміст ільменіту 70%) та «Південна» (вміст ільменіту 80%), який автотранспортом доставляється на доводочну фабрику «Південна» для подальшої переробки й випуску ільменітового концентрату (вміст ільменіту 95,5%). 
"Розширення сфери застосування діоксиду титану та відновлення світових ринків відкривають нові можливості для титанової галузі України. Розуміючи це, Group DF активно інвестує у розвиток цієї галузі промисловості", — коментує Дмитро Фірташ
Межиріченський ГЗК є одним із небагатьох підприємств в Україні, яке здійснює видобуток титанової руди з отриманням ільменітового концентрату. 
- За 2023 рік Межиріченський ГЗК видобув 307 тис. м3 ільменітової руди та виробив 22,1 тис. тонн ільменітового концентрату.[5][6][7]
- За 2022 рік Межиріченський ГЗК видобув ільменітової руди 1 798 млн м3 та виробили 103,6 тис. тонн ільменітового концентрату.[8]
- За 2019–2021 роки Межиріченський ГЗК випустив 390 тис. тонн ільменітового концентрату.[9][10][11]

## Власник та менеджмент
Власником титанового бізнесу Group DF є відомий український бізнесмен та меценат Дмитро Фірташ, який 2007 року консолідував у групу активи, які йому належали. Керівник титанового бізнесу Group DF — Сергій Косенко. Директор Межиріченського ГЗК — Дмитро Голік. 

## Характеристика родовища
Межиріченський ГЗК експлуатує Межирічне родовище титанових руд, яке розташоване на території Коростенського та Житомирського районів Житомирської області. 
До складу Межирічного родовища входять дві ділянки: Ісаківська та Південна. Ісаківська — експлуатується Межиріченським ГЗК з 2010 року. Південна — експлуатувалася частково у 2013 році, повноцінне відпрацювання балансових запасів розпочато у IV кварталі 2018 року.
Основним титановмісним мінералом розсипу є ільменіт, вміст якого коливається від 19 кг/м3 до 342 кг/м3. Геологорозвідувальні роботи на території Межирічного родовища виконувались у періоди 1953–58, 1971–77, 1988–2021 роки й виконуються по теперішній час. Запаси затверджені протоколом Державної комісії України по запасах корисних копалин в червні 2002 року.
У геоструктурному відношенні родовище розташоване у північно-західній частині Українського кристалічного щита у межах Воладарсько-Волинського масиву основних порід Коростенського плутону.

## Продукт та технологія виробництва
Ільменітовий концентрат, який виробляється на Межиріченському ГЗК за своїм хімічним складом і вмістом TiO2 (<54%) класифікується як сульфатний ільменіт, основне і вичерпне застосування для якого — виключно виробництво пігментного діоксиду титану.
Своєю чергою, діоксид титану використовується як білий пігмент/барвник у лакофарбовій промисловості (при виробництві лакофарбових матеріалів, зокрема, масляних, емалевих та інших зовнішніх і внутрішніх фарб по металу, дереву, штукатурці), у целюлозній промисловості, у виробництві синтетичних волокон, гумових виробів, пластмас тощо. 
Розробка родовища виконується на Ісаківській та Південній ділянці двома гірничозбагачувальними комплексами «Ісаківський» та «Південний»:
- кар’єр з внутрішніми відвалами й системою гідротранспорту руди гірничозбагачувального комплексу «Південний» (річний обсяг видобутку промислових запасів — 1200 тис.м3 /рік);
- кар’єр з внутрішніми відвалами й системою гідротранспорту руди гірничозбагачувального комплексу «Ісаківський» (річний обсяг видобутку промислових запасів — 1200 тис.м3 /рік).

При одночасній роботі двох гірничозбагачувальних комплексів видобуток промислових запасів Ісаківської та Південної ділянок становить 2400 тис.м3 /рік. 
Технологічна схема збагачення передбачає два етапи виробництва. 
Перший — отримання чорнового ільменітового концентрату на фабриках первинного збагачення «Ісаківська» (вміст ільменіту 70%) та «Південна» (вміст ільменіту 80%). Після того, як чорновий концентрат доставляється автотранспортом на доводочну фабрику «Південна» відбувається його подальша переробка і випуск ільменітового концентрату (вміст ільменіту 95,5%).

## Екологія
У своїй роботі ГЗК керується законодавчими нормами України та найкращим міжнародним досвідом у сфері гірничої справи, що передбачає повну рекультивацію земель. Виконання рекультиваційних робіт на відроблених площах кар’єру виконуються силами працівників Товариства.
Відвальні продукти збагачення на перших етапах виробництва складуються у зовнішніх хвостосховищах з подальшим складуванням у виробленому просторі кар’єру. Закладені в проєкт системи автоматизації й технологічні рішення забезпечують максимальну екологічну безпеку на виробництві.

## Ліцензія на користування надрами
Спецдозвіл на користування надрами № 2694 видано Межиріченському ГЗК Державною службою геології та надр України (Держгеонадра) від 03.07.2002 року. Документ засвідчує право на користування надрами Межирічного родовища Ісаківської та Південної ділянок.
У березні 2023 року дія ліцензії була зупинена Держгеонадрами. Спецдозвіл зупинено відповідно до п. 3 ч. I ст. 57 Кодексу України про надра (норма набрала чинності 28.03.2023) — у зв’язку із застосуванням до Дмитра Фірташа ще влітку 2021 р. терміном на три роки санкцій у вигляді анулювання або зупинення ліцензій та інших дозволів (рішення РНБО від 18.06.2021, уведене в дію Указом Президента України від 24.06.2021 № 266/2021). Наказ про зупинення дії спецдозволів Голова Держгеонадр Роман Опімах №178 підписав 28.03.2023, його оприлюднили надвечір 29 березня.
Через зупинку титанових спецдозволів бюджети України всіх рівнів недоотримали 100 млн грн.
У листопаді 2023 року МГЗК доказав у суді протиправність зупинки спецдозволу. Межиріченському гірничо-збагачувальному комбінату повернули право видобувати титанові руди, зупинене в березні.

## Досвід Group DF в титановому бізнесі
Титановий бізнес Group DF — це великий міжнародний вертикально-інтегрований холдинг, орієнтований на розвинуті західні країни та лідер хімічної та гірничо-металургійної галузей України. 
Group DF почала розвивати титановий бізнес у 2004 році. За 20 років діяльності титановий бізнес Group DF набув досвіду, знань та професійного колективу.
До титанового бізнесу Group DF належать два діючих ГЗК у Житомирській області — ТОВ «Межиріченський ГЗК» та ТОВ «Валки-Ільменіт», а також «Мотронівський» комбінат, який будується у Дніпропетровській області України.

## Соціальна відповідальність
Межиріченський ГЗК — місто утворююче підприємство в регіоні. За даними пресслужби Group DF підприємство є одним з найбільших працедавців та платників податків. За період 2020–2023 роки сплачено 380 млн грн. податків всіх рівнів, в том числі оренди платежі за землю склали майже 54 млн грн. 
На підприємстві до повномасштабної війни в Україні працювало 476 співробітників. Станом на 2024 рік 53 співробітники служать в лавах ЗСУ, 401 співробітник працює на підприємстві. 
За час повномасштабної війни в Україні бізнеси Group DF, включаючи титановий, надали сукупну допомогу на суму 1,219 млрд гривень.